# Zeche Kleinglück
Die Zeche Kleinglück war ein Steinkohlenbergwerk in Sprockhövel, es befand sich im Ortsteil Niedersprockhövel. Das Bergwerk war nur wenige Jahre in Betrieb.

## Bergwerksgeschichte
Am 4. Februar des Jahres 1837 wurde ein Längenfeld verliehen, welches sehr klein war. Ab Oktober des Jahres 1838 wurden Versuchsarbeiten durchgeführt. Ab Ende Januar des darauffolgenden Jahres wurde das Bergwerk in Fristen gelegt. Im Oktober des Jahres 1840 wurde das Bergwerk wieder in Betrieb genommen. In diesem Jahr wurden 538 preußische Tonnen Steinkohle gefördert. Im Jahr 1841 wurden 2023 preußische Tonnen Steinkohle gefördert. Ab dem Mai des Jahres 1842 wurde die Zeche Kleinglück erneut in Fristen gelegt. Ob das Bergwerk jemals wieder in Betrieb genommen wurde oder wann es stillgelegt wurde, darüber fehlen jegliche Nachweise.